# Davidson-Gletscher
Der Davidson-Gletscher ist ein 17 km langer Gletscher im Panhandle von Alaska (USA).

## Geografie
Der Gletscher hat sein Nährgebiet auf 1200 m Höhe an der Südflanke der Takhinsha Mountains in den Alsek Ranges. Dort grenzt er an den Casement-Gletscher, der jedoch nach Westen Richtung Muir Inlet strömt. Der im Mittel 1,3 km breite Davidson-Gletscher strömt in überwiegend östlicher Richtung und endet  3,3 km vom Chilkat Inlet entfernt in einen Gletscherrandsee. Dieser wird über einen 2,3 km langen Abfluss zum Meer entwässert.

## Gletscherentwicklung
Der Gletscher zog sich in den letzten Jahren immer weiter zurück.

## Namensgebung
Benannt wurde der Gletscher nach George Davidson (1825–1911), einem US-amerikanischen Astronom, Geograph, Landvermesser und Ingenieur.